# Holothuria (Holothuria)
Sous-genre
Holothuria (Holothuria) est un sous-genre de concombres de mer de la famille des Holothuriidae. 

## Description et caractéristiques
Ce sont des holothuries des eaux subtropicales à tropicales de la région Méditerranée-Atlantique (plus deux endémiques de mer Rouge). Elles sont de forme cylindrique, avec une face ventrale (le trivium) légèrement aplatie.
Elles sont équipées de vingt tentacules buccaux protégés par un anneau de longues papilles légèrement dures, hérissées de fines papilles irrégulières, avec des podia répartis de manière uniforme sur le trivium. Un collier de papilles entoure la base des tentacules buccaux, et la plupart des espèces sont équipées de papilles anales apparentes. Le tégument est doux, assez rigide et modérément épais (1-6 mm).

## Liste des espèces
Selon World Register of Marine Species (11 septembre 2016) :
- Holothuria (Holothuria) algeriensis Mezali, Thandar & Khodja, 2021 -- Méditerranée
- Holothuria (Holothuria) caparti Cherbonnier, 1964 -- Atlantique sud
- Holothuria (Holothuria) dakarensis Panning, 1939 -- Atlantique tropical
- Holothuria (Holothuria) fungosa Helfer, 1912 -- Mer Rouge
- Holothuria (Holothuria) helleri Marenzeller von, 1877 -- Méditerranée
- Holothuria (Holothuria) mammata Grube, 1840 -- Méditerranée
- Holothuria (Holothuria) massaspicula Cherbonnier, 1954 -- Mer Rouge
- Holothuria (Holothuria) stellati Delle Chiaje, 1824 -- Méditerranée
- Holothuria (Holothuria) tubulosa Gmelin, 1791 -- Méditerranée et Atlantique européen

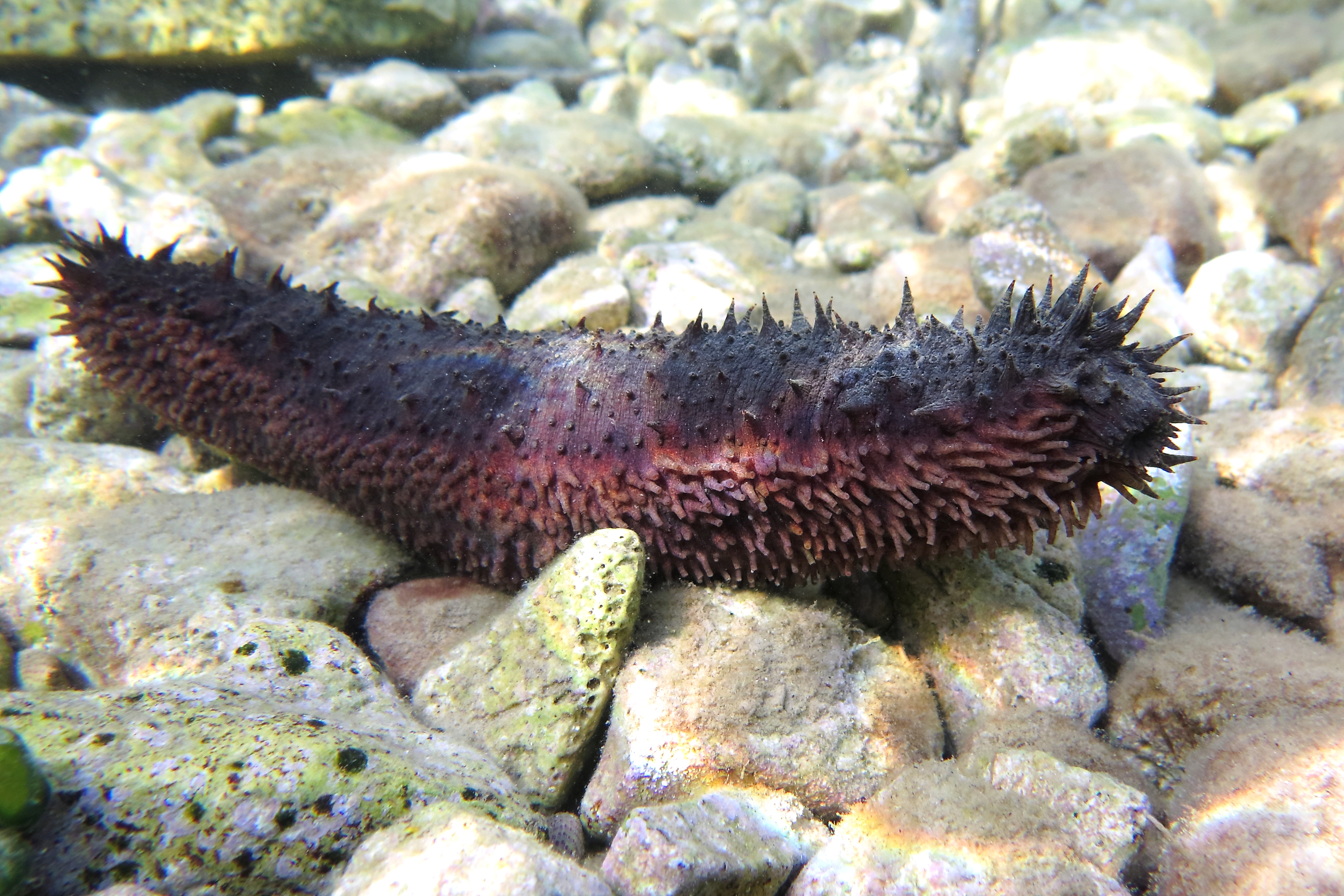
Holothuria mammata
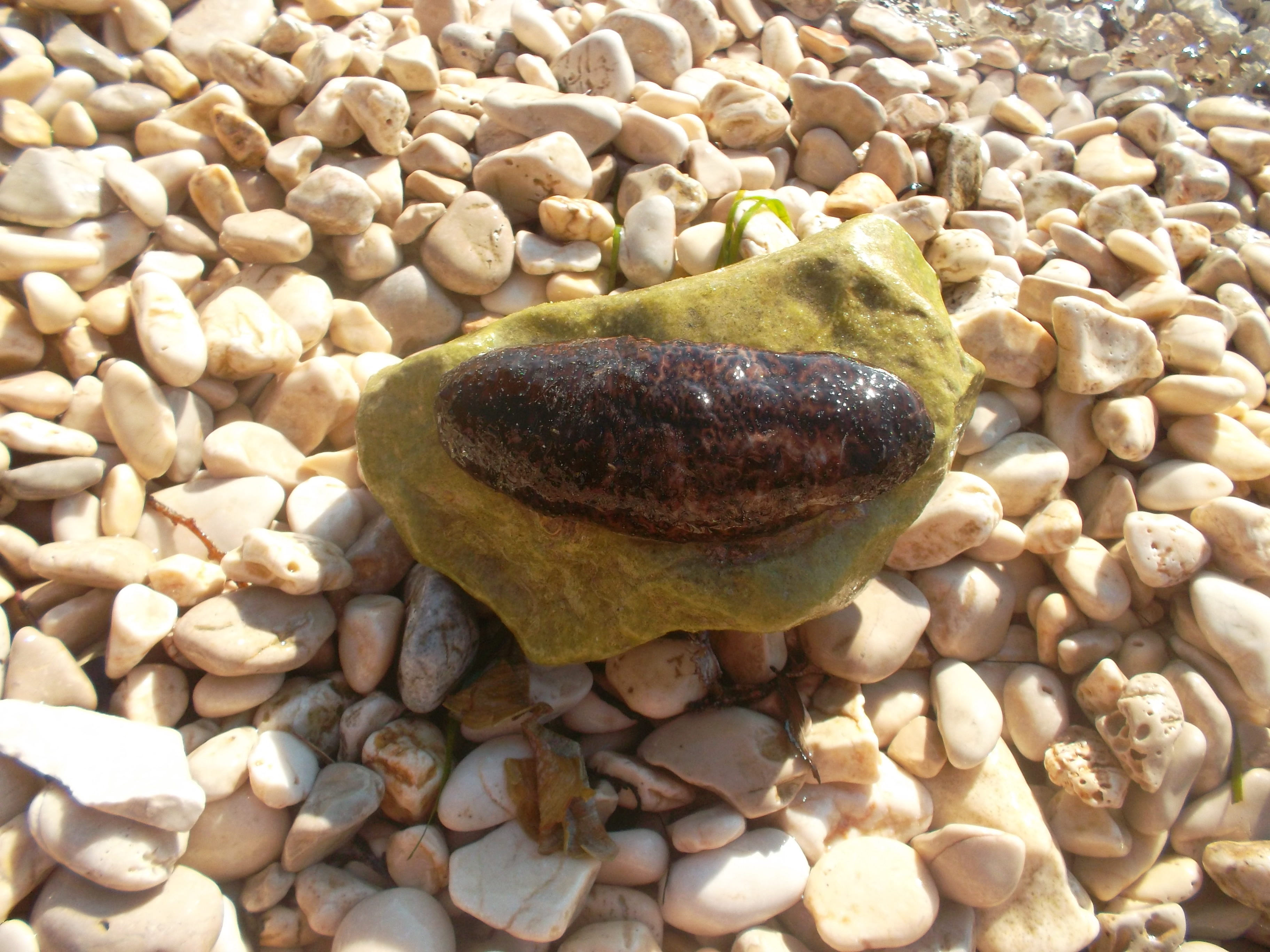
Holothuria stellati
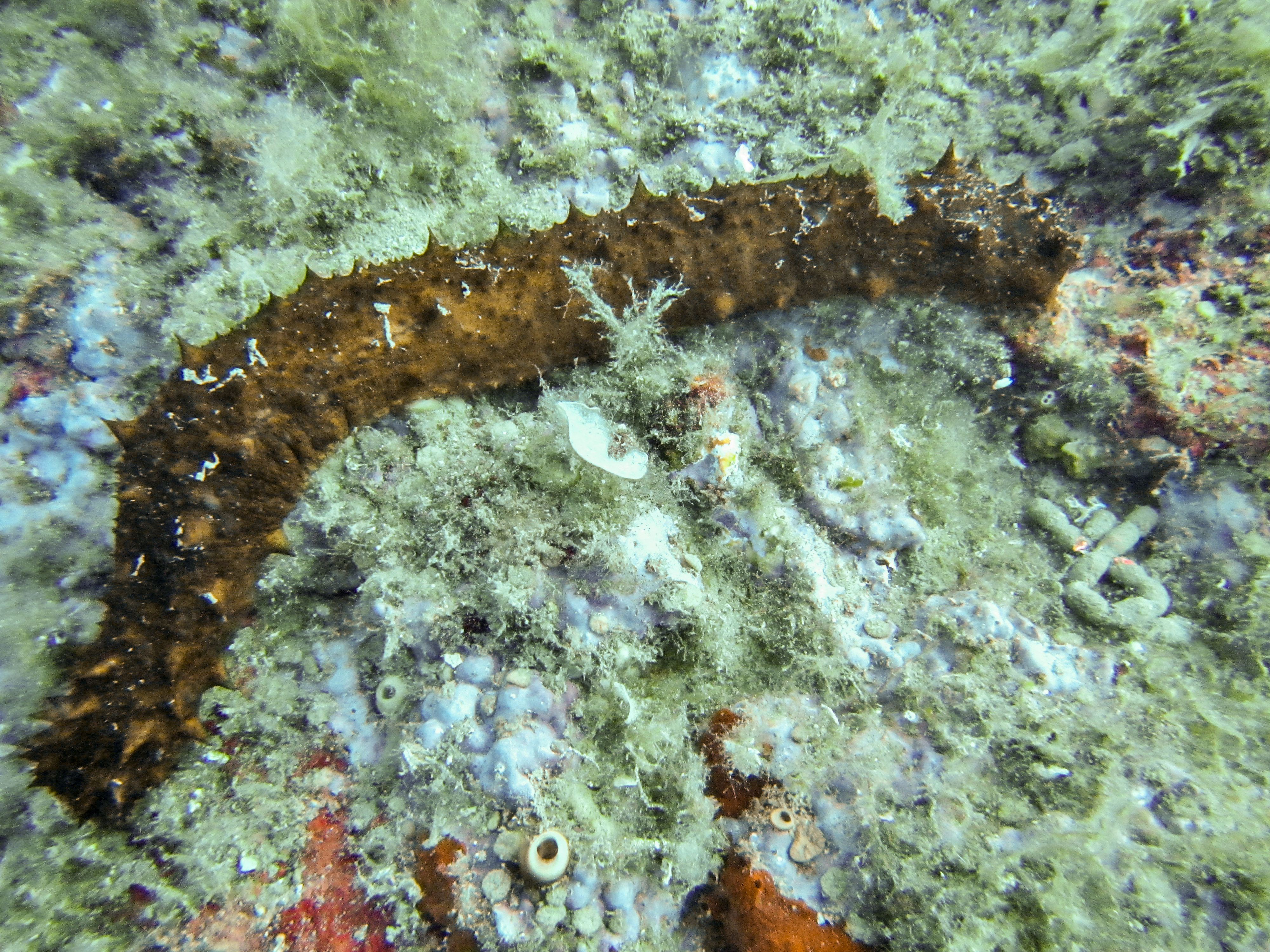
Holothuria tubulosa